# Leucania roseata
Leucania roseata är en fjärilsart som beskrevs av W. Warren 1913. Leucania roseata ingår i släktet Leucania och familjen nattflyn. Inga underarter finns listade i Catalogue of Life.